# Psilacrum giganteum
Psilacrum giganteum är en tvåvingeart som först beskrevs av Günther Enderlein 1911.  Psilacrum giganteum ingår i släktet Psilacrum och familjen fritflugor. Inga underarter finns listade i Catalogue of Life.